# کورال گیبلز (فلوریدا)
کورال گیبلز (به انگلیسی: Coral Gables) شهری در شهرستان میامی-دید ایالت فلوریدا است که در سال ۱۹۲۵ بنیان‌گذاری شده‌است. این شهر طبق سرشماری سال ۲۰۱۰ میلادی، ۴۶٬۷۸۰ نفر جمعیت داشته و مساحت آن نیز ۹۶٫۲ کیلومتر مربع است.

## نگارخانه

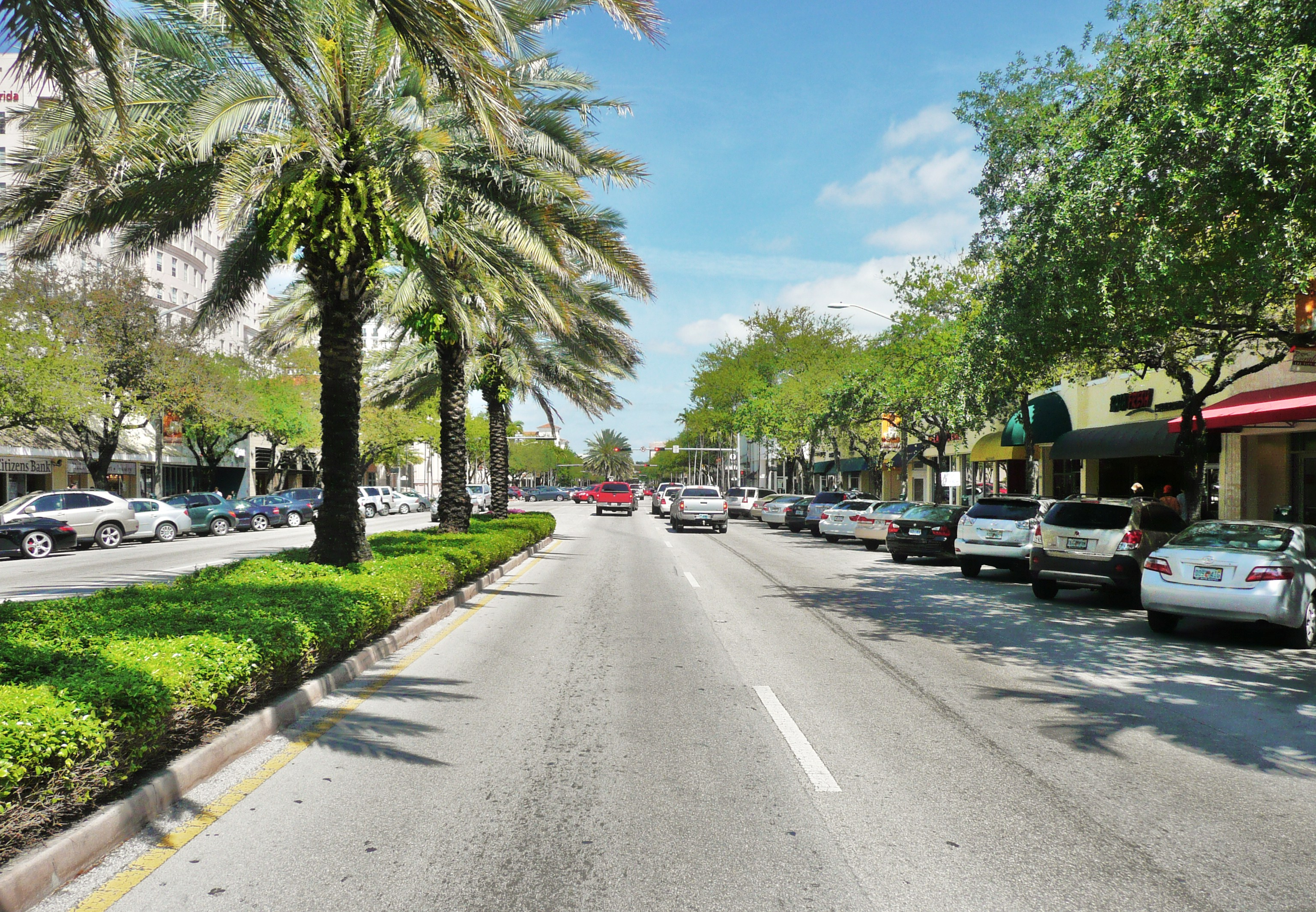
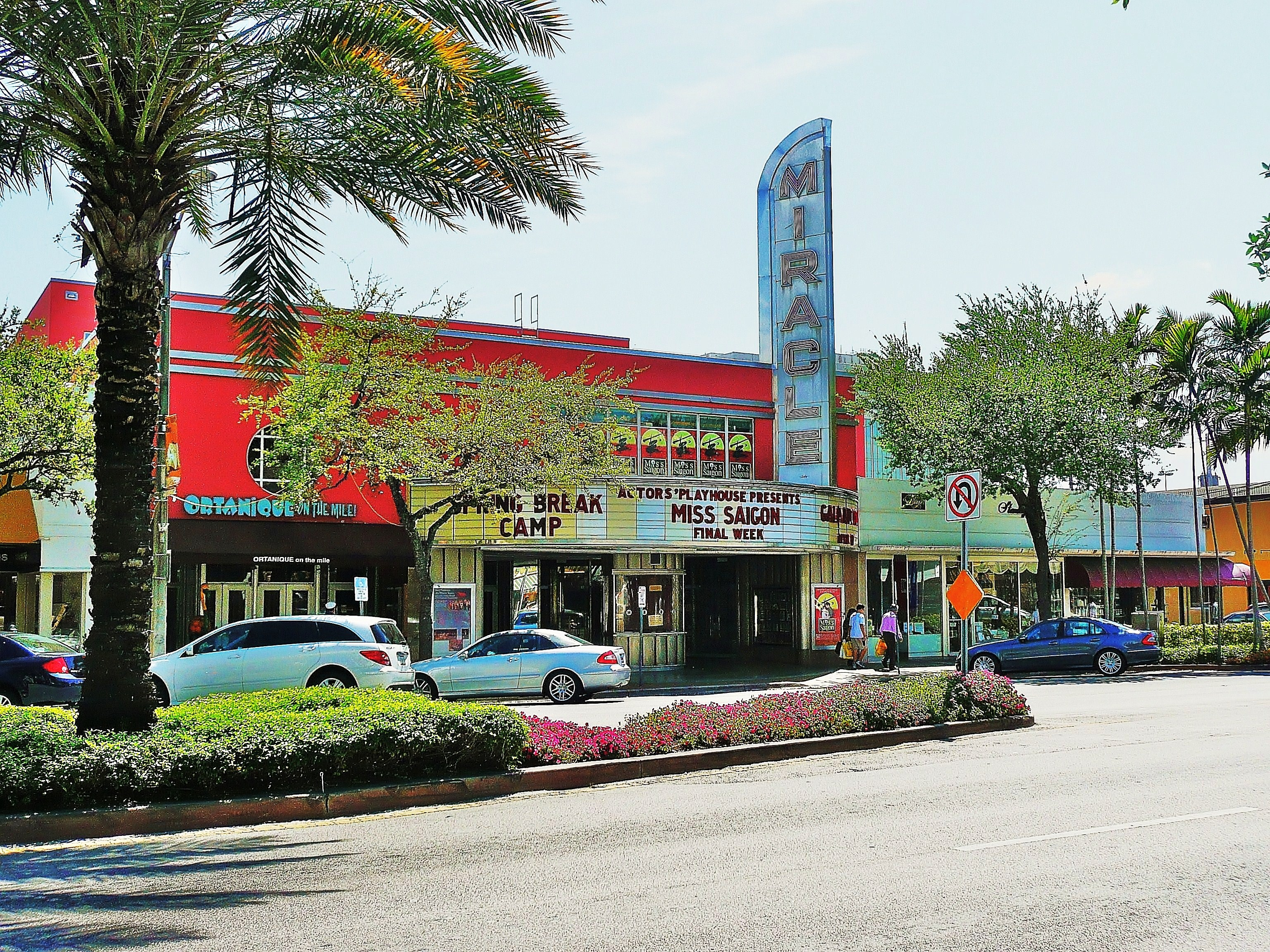
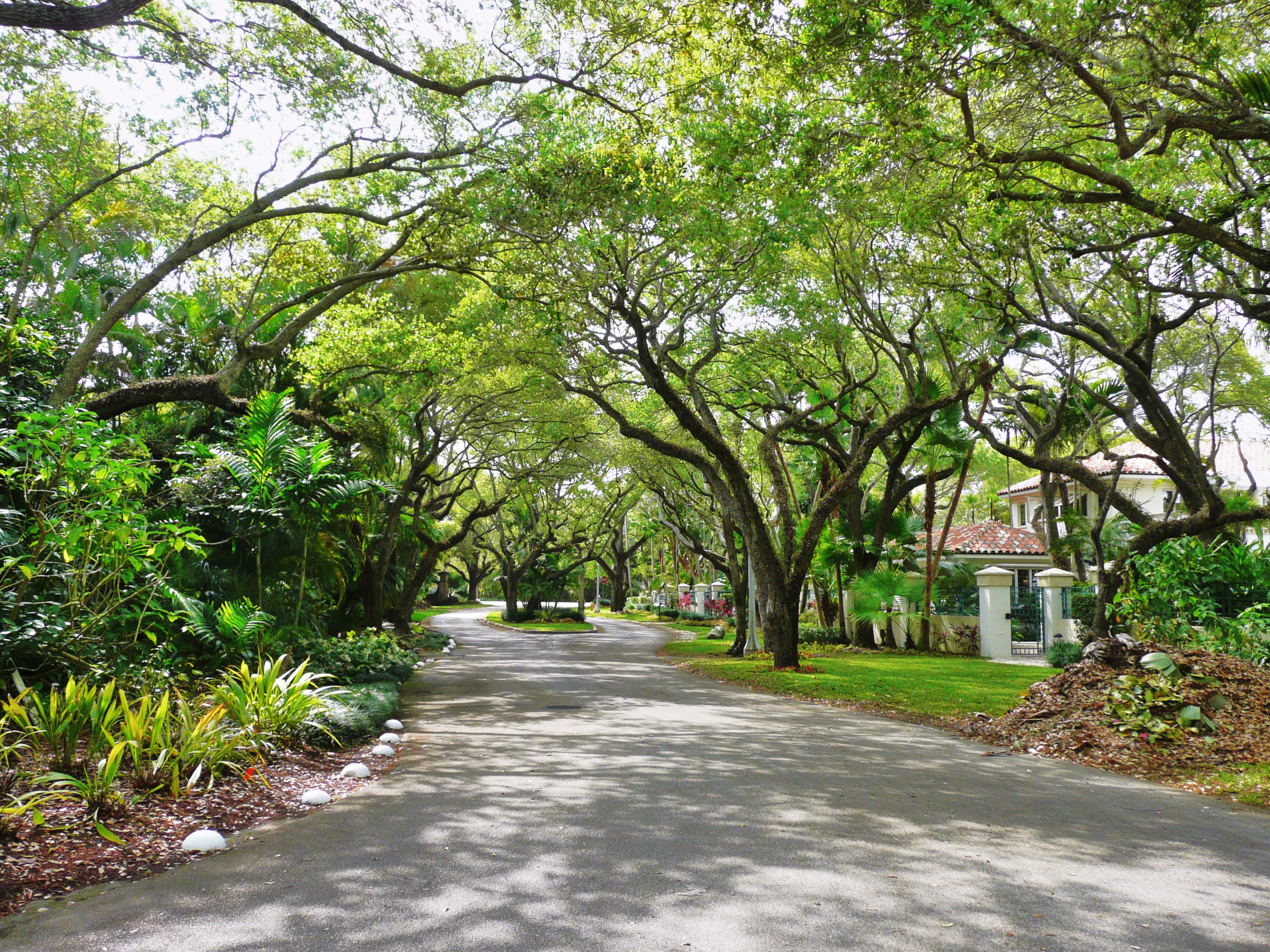
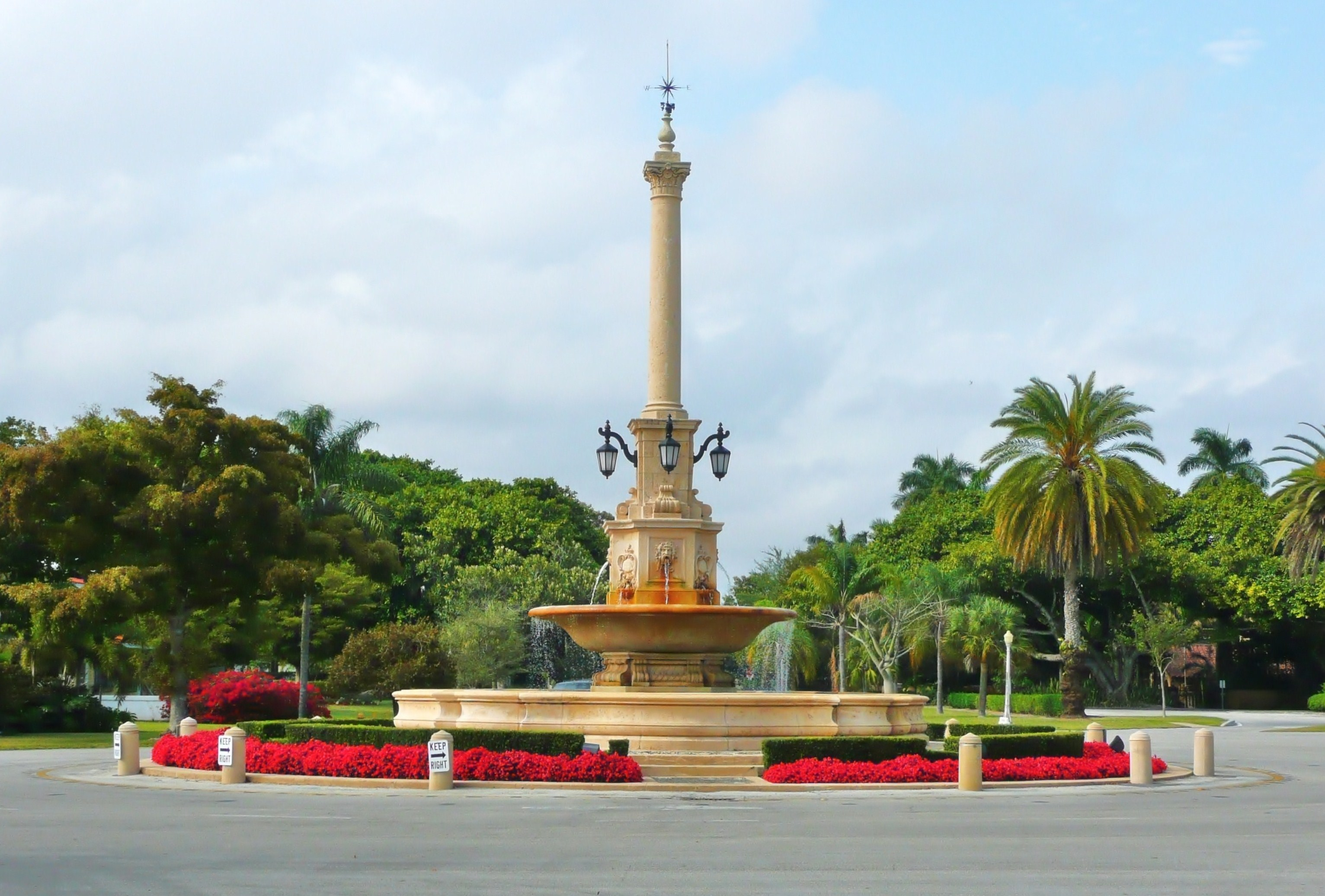
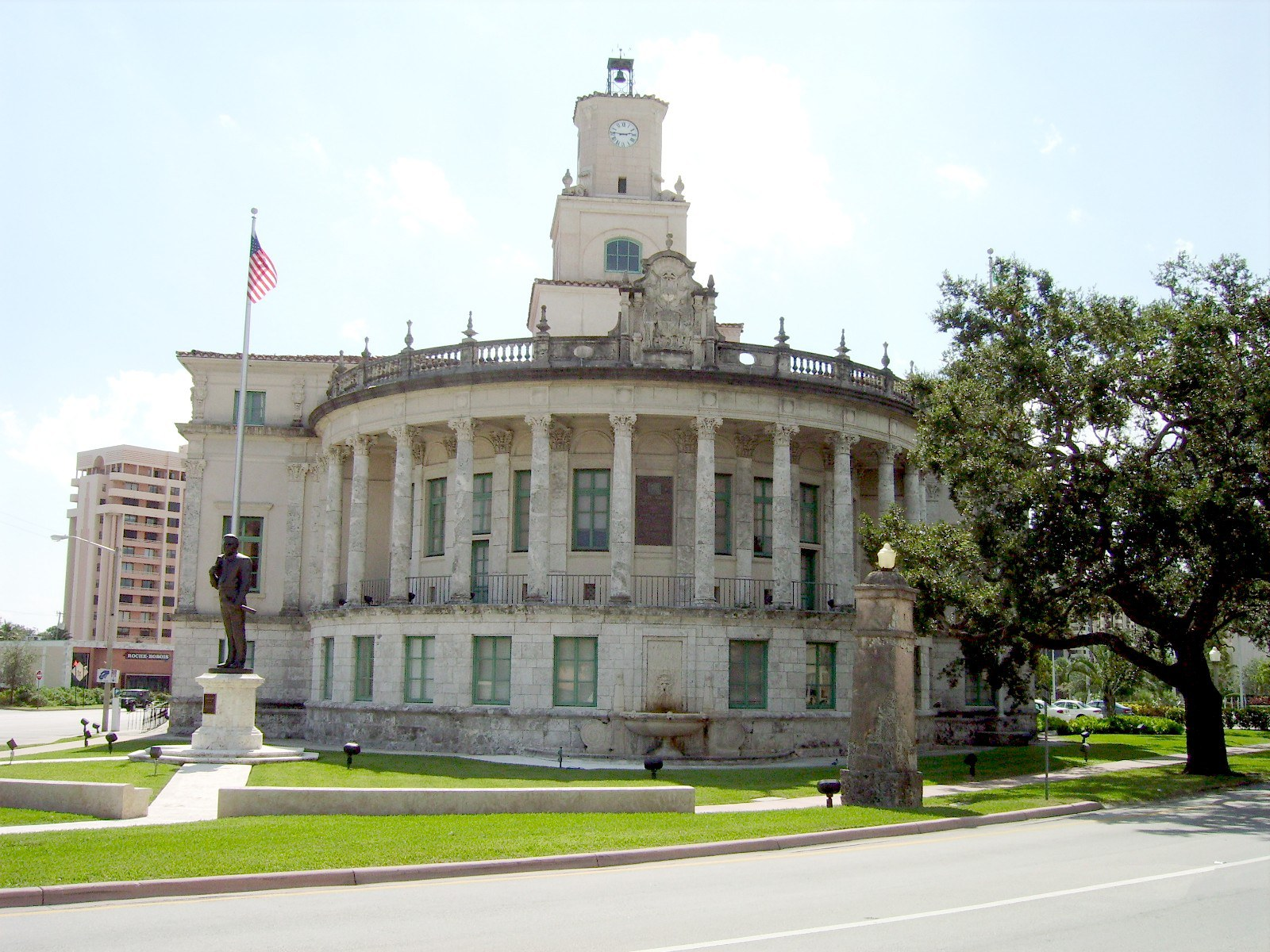
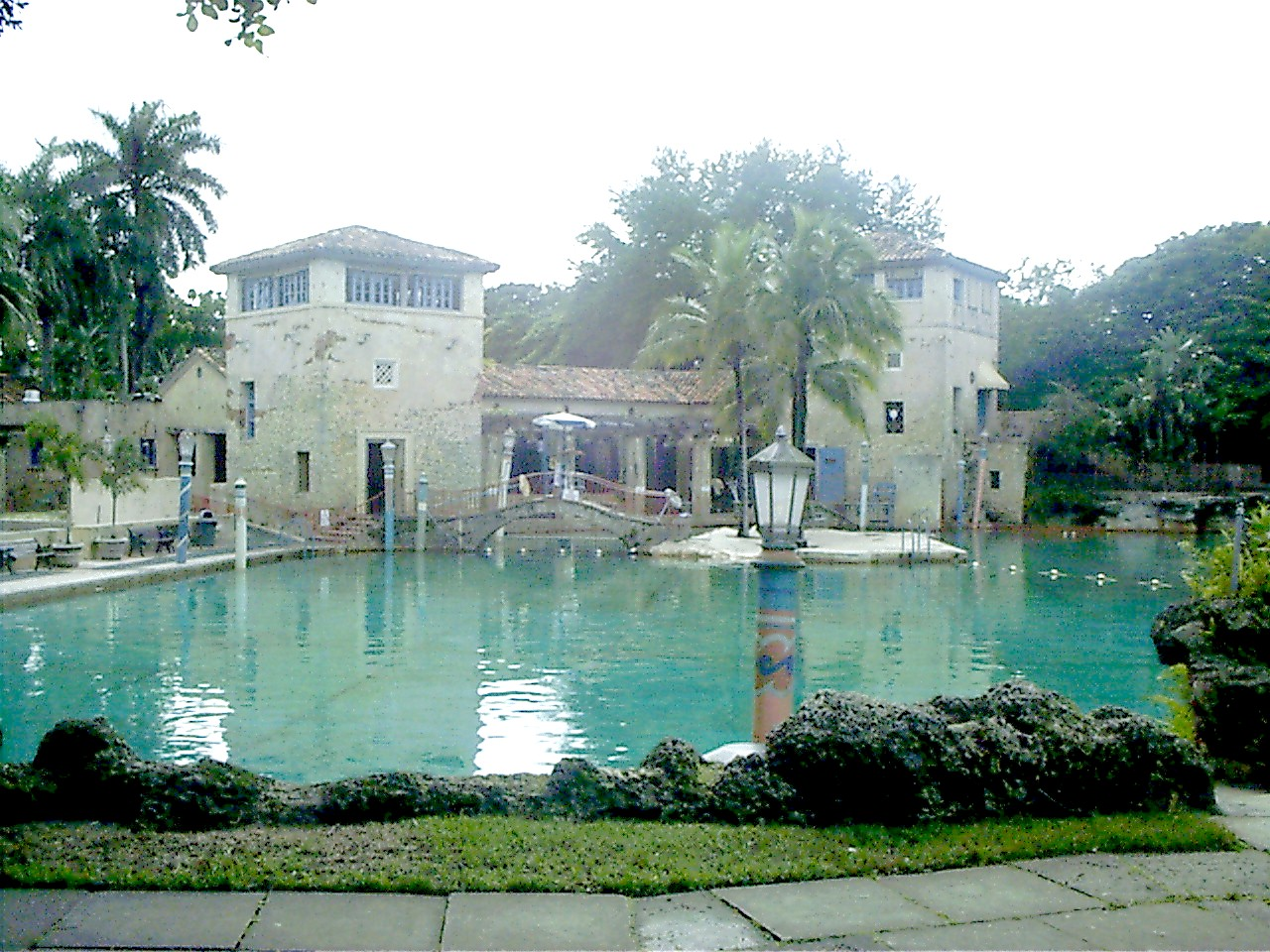
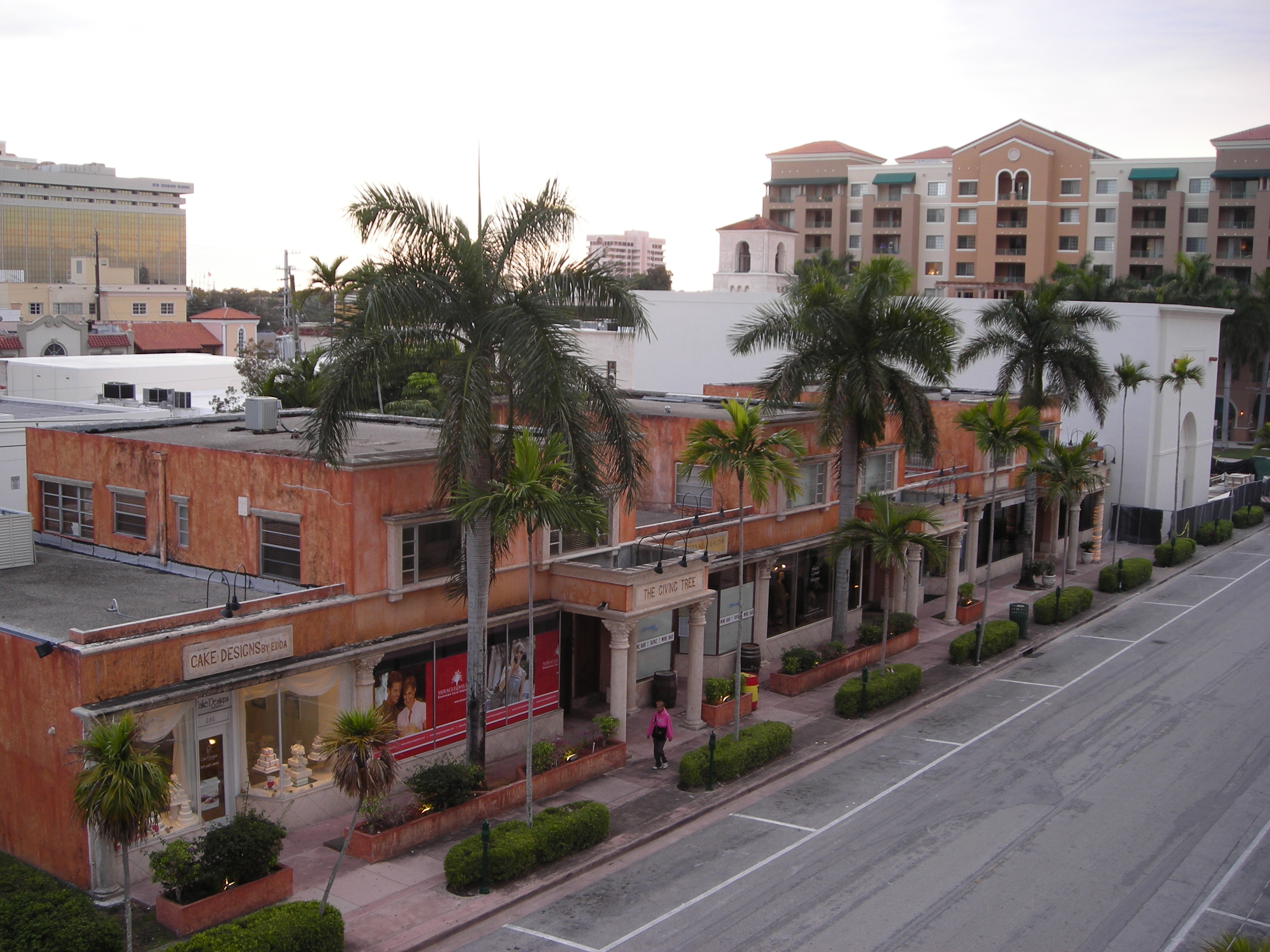
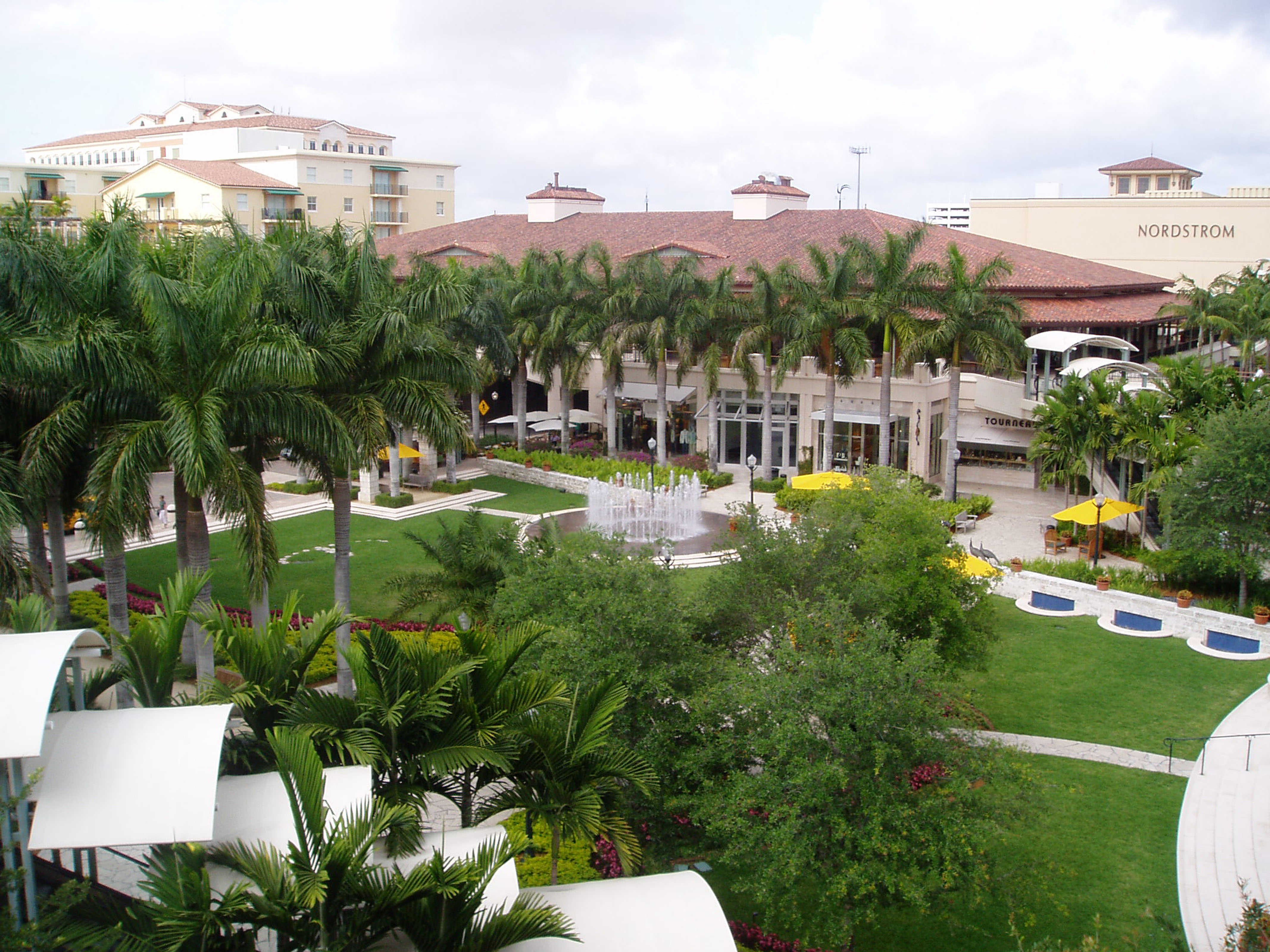
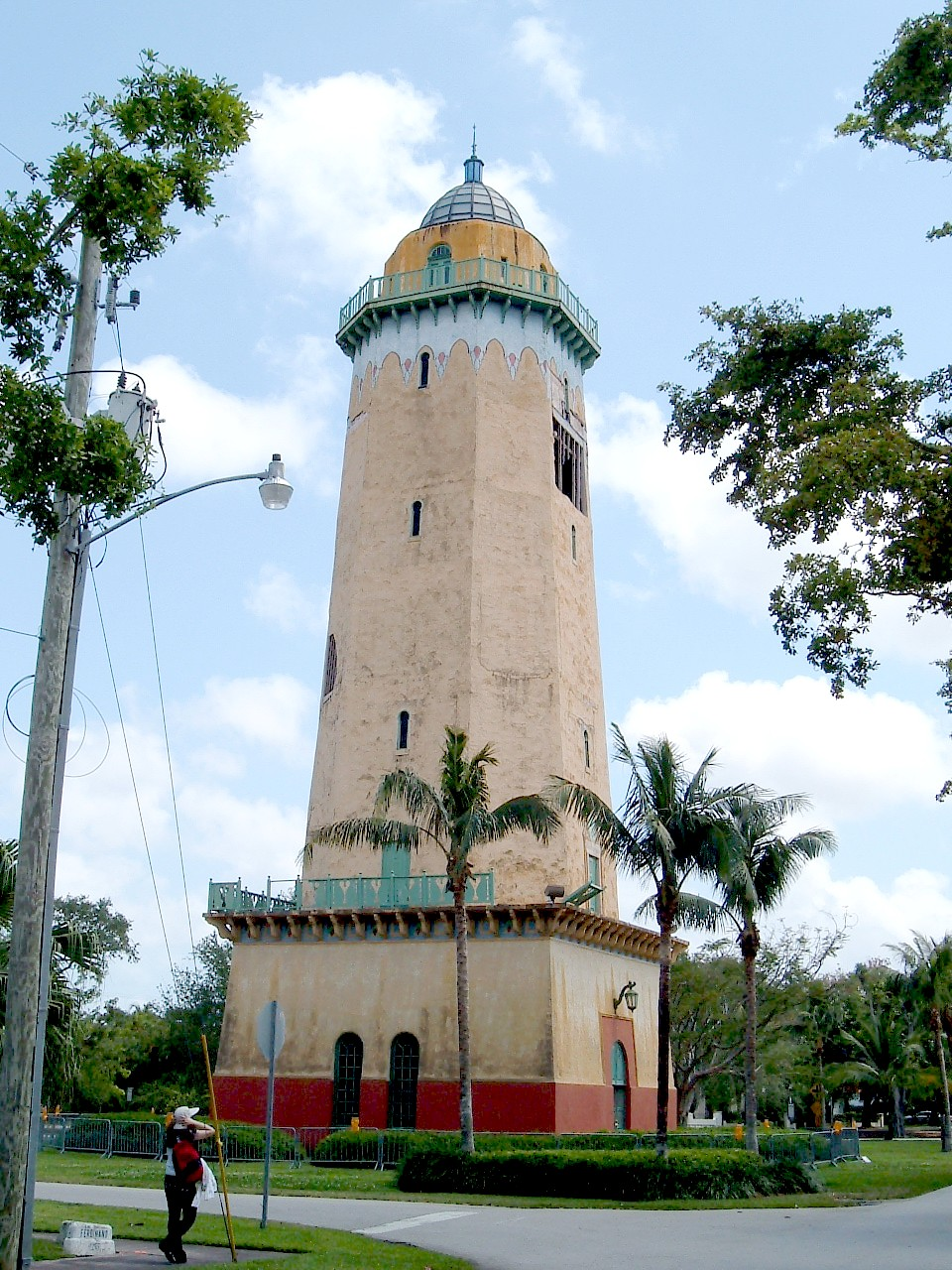
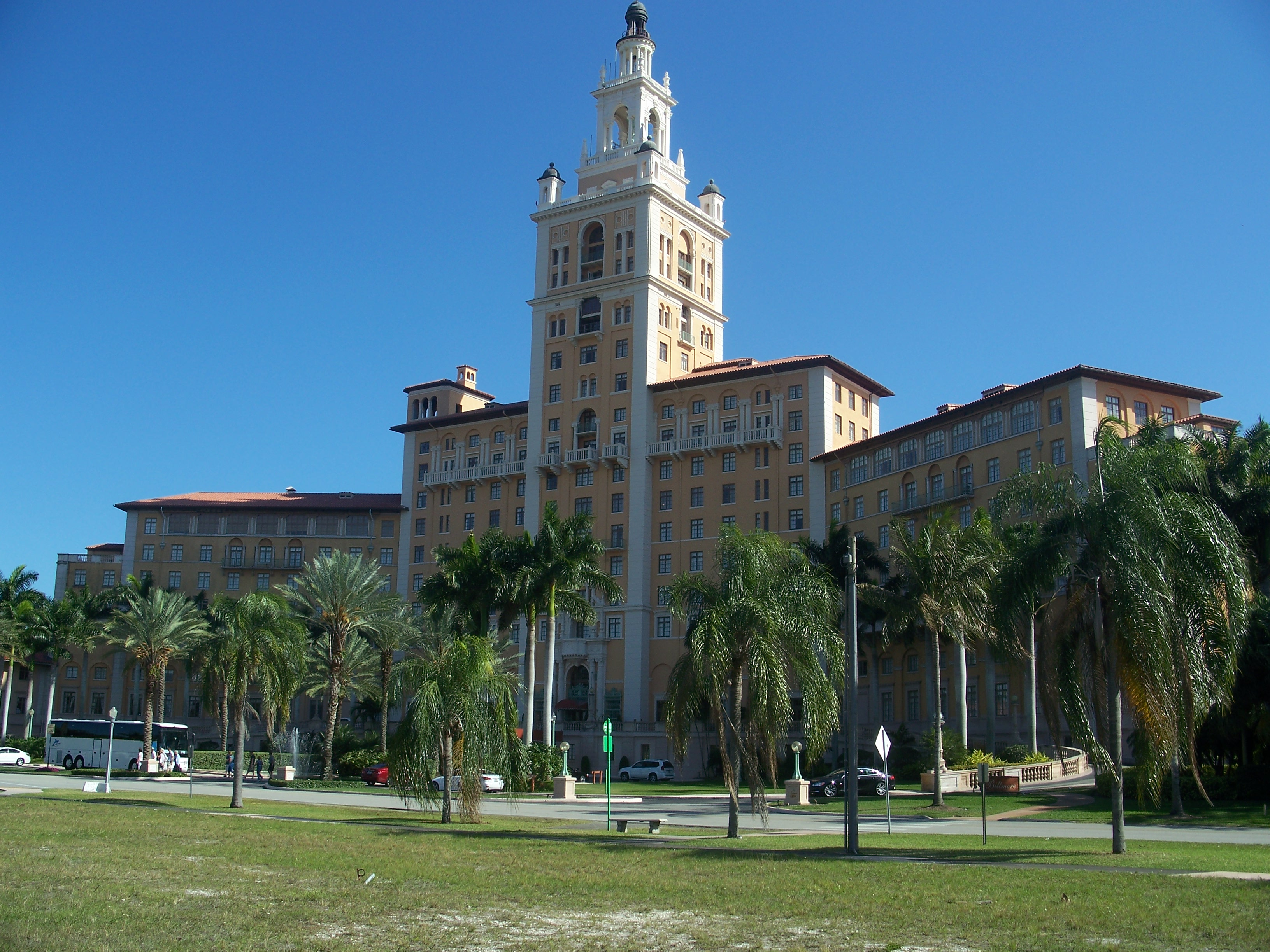
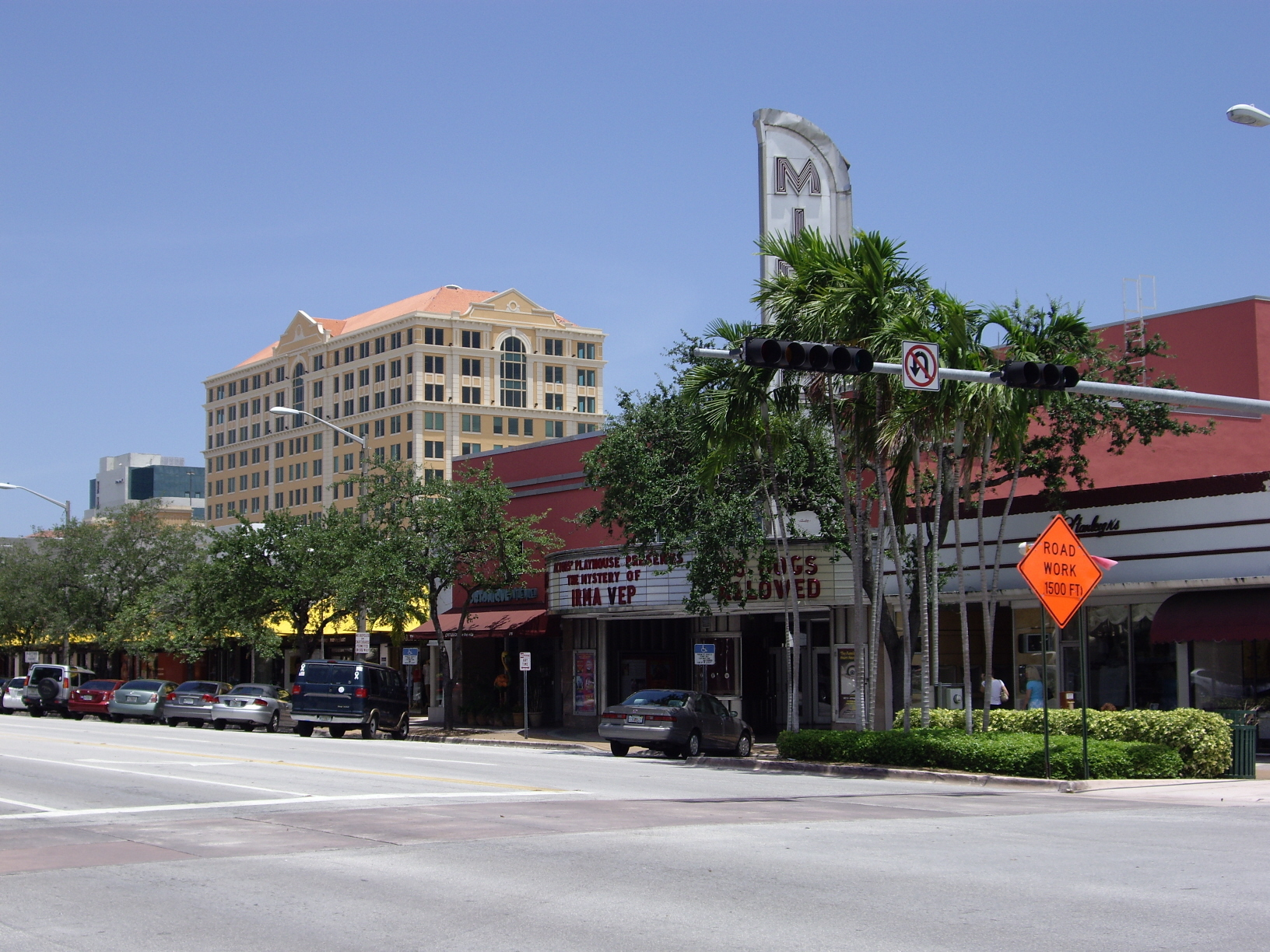
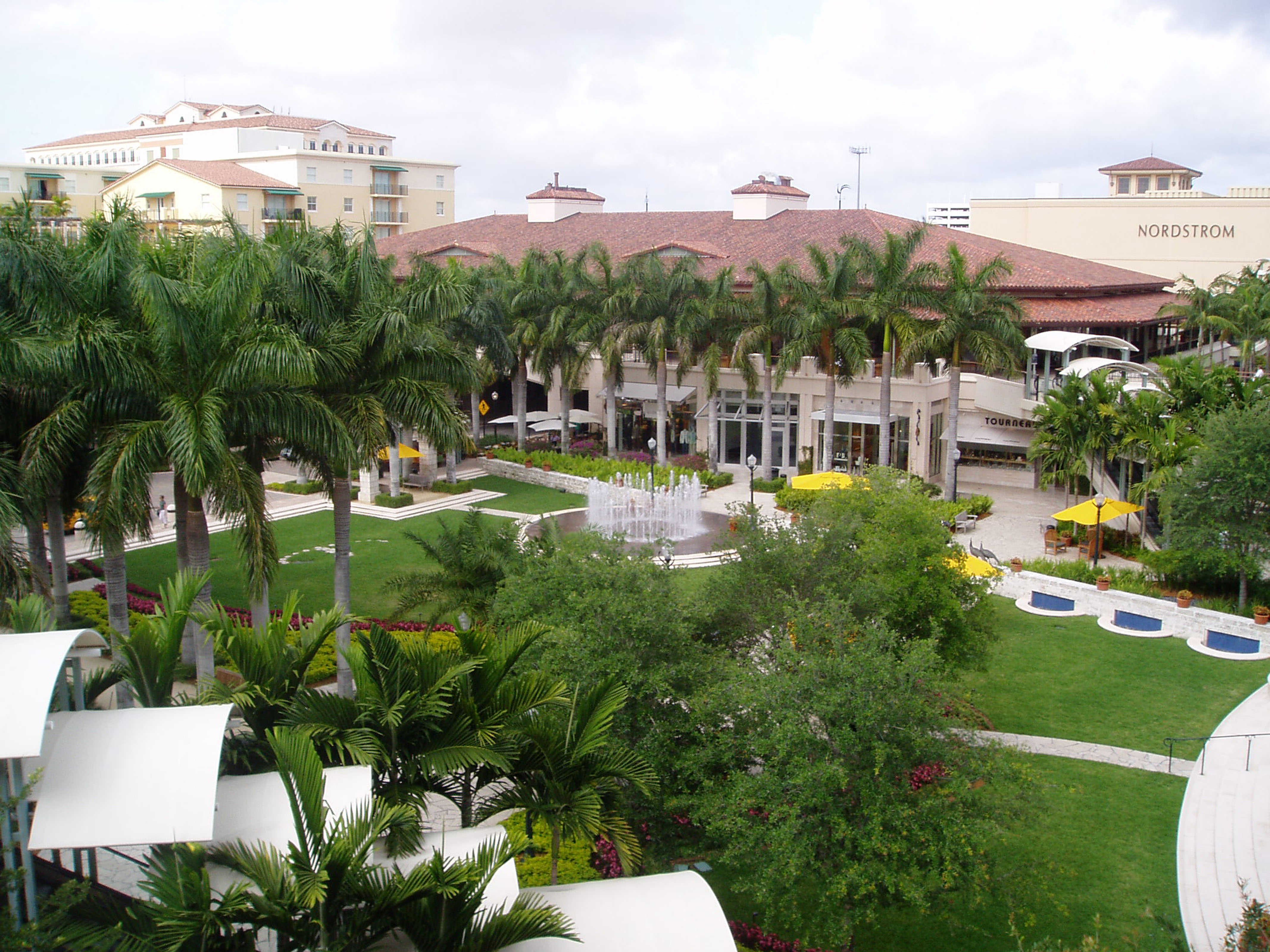
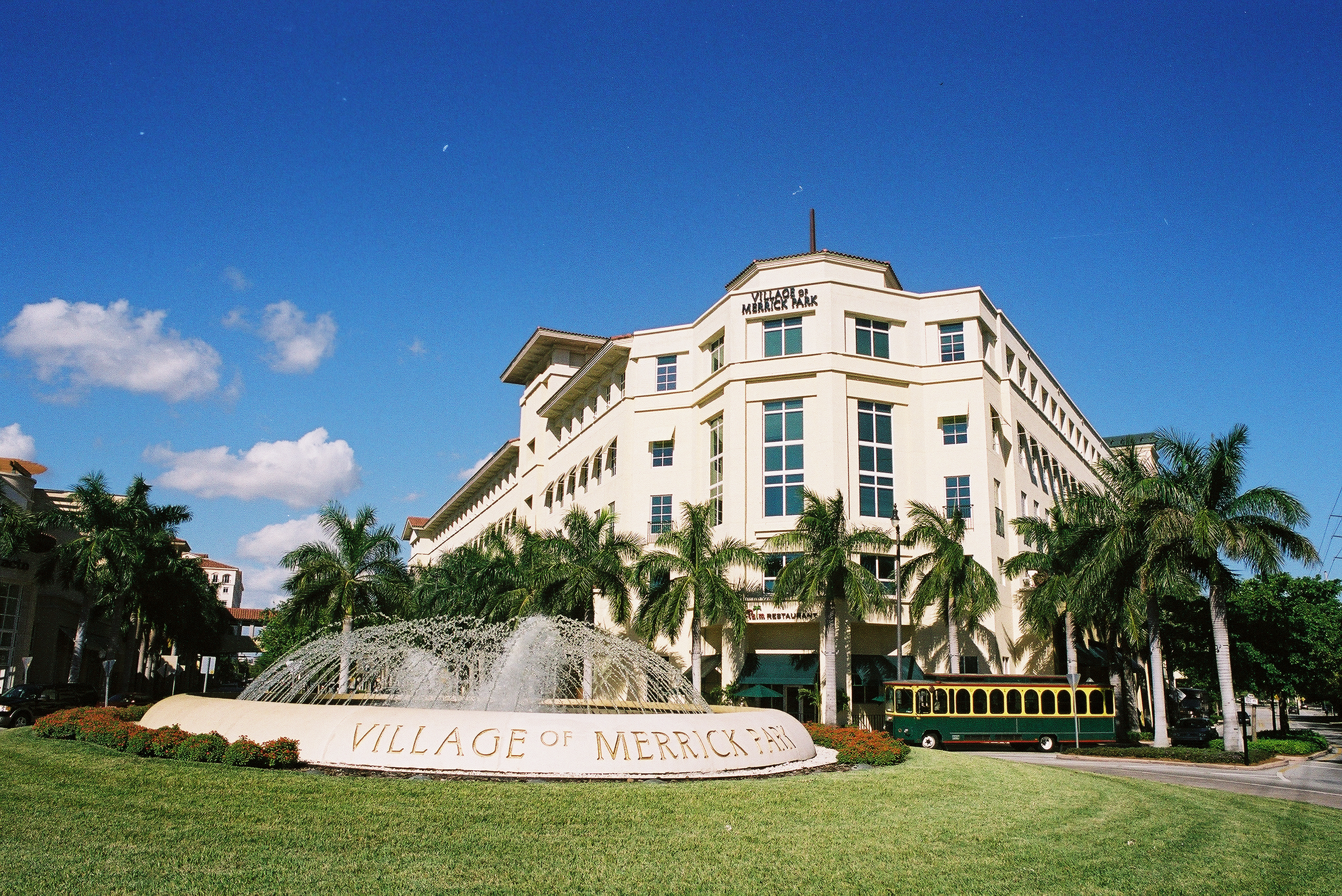
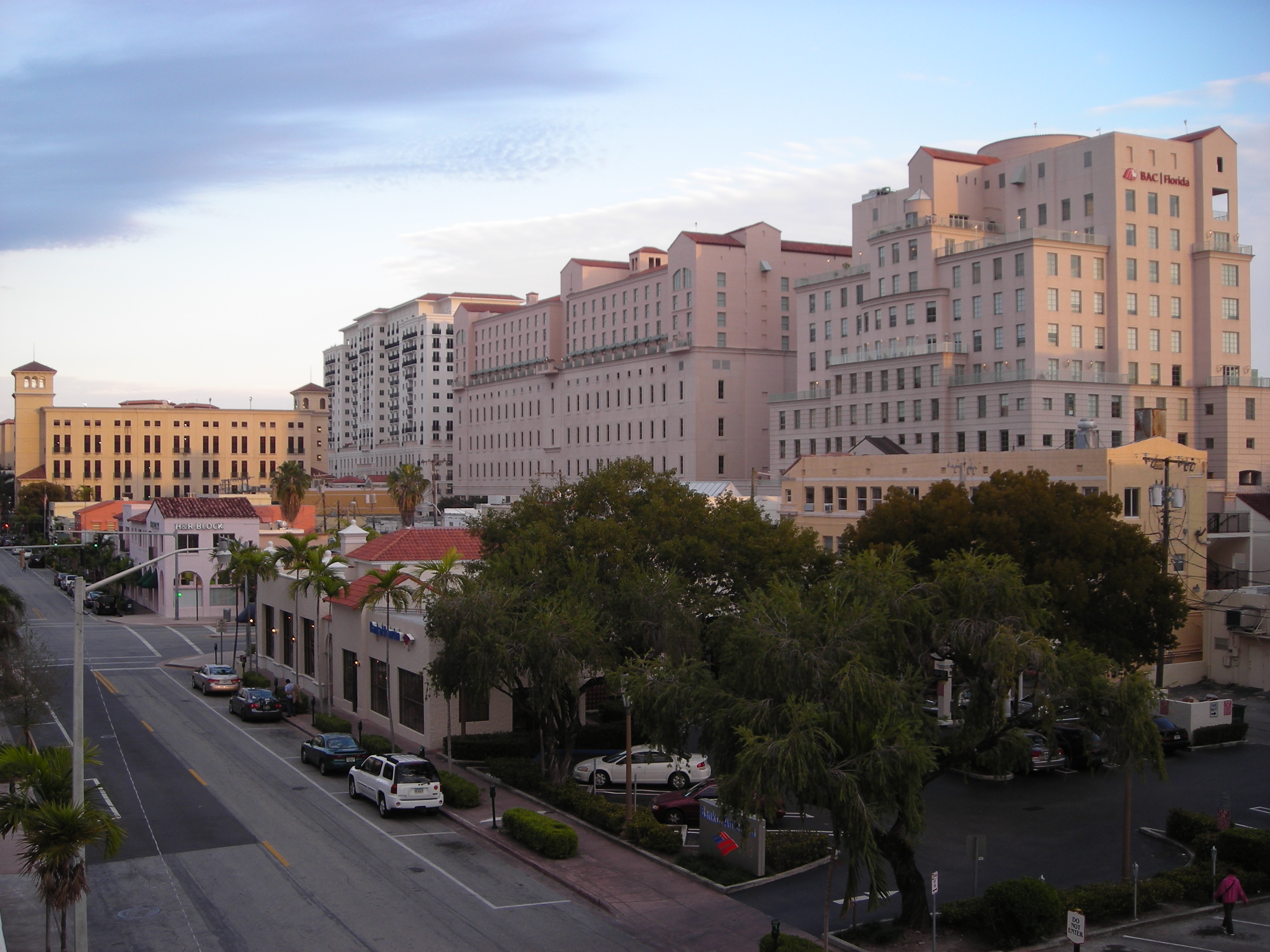